# Arctornis primula
Arctornis primula är en fjärilsart som beskrevs av Swinhoe 1903. Arctornis primula ingår i släktet Arctornis och familjen tofsspinnare. Inga underarter finns listade i Catalogue of Life.